# وفاء أحمد
وفاء أحمد العنتلي هي أكاديمية جامعية وسيدة أعمال. كاتبة وباحثة إعلامية وروائية إماراتية، ومؤسس مؤسسة الرخ للعلاقات العامة والنشر والتوزيع وهي الرئيس التنفيذي للمؤسسة. المؤسسة تدعم الثقافة الإماراتية والكاتب الإماراتي إضافة إلى القوة الناعمة الإماراتية. وكاتبة في صحيفة الرؤية في الإمارات العربية المتحدة.
اختيرت كأقوى 50 شخصية زارت موسكو حسب مجلة سيتي جورنال الروسية..

## سيرة ذاتية
نشأت وفاء في الإمارات واسمها الكامل وفاء أحمد راشد العنتلي. محاضرة في «كليات التقنية العليا» ومعيدة في «جامعة الوصل»، بالإضافة إلى خبرتها في مجال التحرير وكتابة المقالات في «مجلة قاف» و«اتحاد كتاب وأدباء الإمارات»، و«صحيفة الرؤية»، وصحيفة «بوابة العين الإخبارية». وهي عضوة في ندوة الثقافة والعلوم بدبي، وفي اتحاد كتاب وأدباء الإمارات. تم تصنيفها ضمن قائمة أبرز 50 امرأة تزور موسكو بحسب «مجلة موسكو سيتي جورنال» عام 2019م.

## المؤهلات العلمية
حصلت على بكالوريوس اللغة العربية في جامعة الإمارات العربية المتحدة وعلى الماجستير والدكتوراة في الأدب الإماراتي من جامعة الوصل بتقدير امتياز عام 2016م.كما أنها حاصلة على شهادة الماستر في إدارة الأعمال عام 2022..

## الشهادات
- شهادة دبلوم المشاريع الصغيرة والمتوسطة من أكاديمية المستقبل في ماليزيا.
- شهادة في التعددية الثقافية والقيادة من برنامج معهد مكتوم في المملكة المتحدة – دندي.
- شهادة من جامعة اكسفورد في التعددية الثقافية والقيادة.

## أعمالها
ألفت وفاء عدة كتب وروايات، أبرزها:
- كتاب «الوطن في الشعر الإماراتي المعاصر» واصدرته هيئة أبوظبي للسياحة و الثقافة.
- رواية «حب الشياطين».
- رواية «حدث في الجامعة الأمريكية» أصدرتها دار كتاب للنشر والتوزيع.
- كتاب «قضايا الإنسان في الشعر الإماراتي المعاصر» أصدرته أكاديمية الشعر.

## الخبرات
- محاضر جامعي
- العلاقات الدولية والعامة.
- الإدارة (رئيس تنفيذي)
- محاضرات الملكية الفكرية.[2]

## المحاضرات والندوات
حضرت وفاء في عدة محاضرات وندوات، من بينها:
- محاضرة في جامعة روما سابينزا الايطالية اقدم واكبر جامعة في روما
- محاضرة في الجامعة اليمنية في صنعاء بعنوان «الشعر الإماراتي المعاصر بين سلطة المكان وسلطة النص الشعري».
- محاضرة  في جامعة البحرين بعنوان «شعر الحنين إلى الشيخ زايد بن سلطان طيب الله ثراه».
- محاضرة في معهد المكتوم في اسكتلندا، داندي، (تسامح الأديان).
- رئيسة وفد في الأيام الثقافية المغربية الإماراتية (المغرب)، ومحاضرة عن كتاب «الوطن في الشعر الإماراتي المعاصر» وفاء أحمد في الجلسة الافتتاحية.
- ضيفة شرف في معرض الرياض الدولي للكتاب وتوقيع رواية حدث في الجامعة الأمريكية.
- حفل توقيع في معرض الكويت الدولي للكتاب.
- حفل توقيع في معرض الشارقة الدولي للكتاب.
- حفل توقيع في معرض أبوظبي الدولي للكتاب

## الرحلات العلمية
قامت وفاء بالمشاركة في مجموعة من الرحلات، أبرزها:.
- المشاركة في زيارة مع جامعة الوصل إلى السعودية.
- المشاركة في زيارة مع جامعة الوصل.
- المشاركة في زيارة مع جامعة الوصل مسقط.
- المشاركة في زيارة مع جامعة الوصل إلى الكويت.
- المشاركة في زيارة مع جامعة الوصل البحرين.

## الجوائز
نالت وفاء جائزة الشيخ راشد للتفوق العلمي عام 2018م.